# Schröömen
Schröömen ist ein regional verbreitetes Kartenspiel und wird beispielsweise im Oberbergischen Kreis, der Eifel als Siwweströöm oder Sibbeschröm – Sieben Striche – aber auch im Rheinland und am Niederrhein als Tuppen gespielt.
In der Gegend um Ahrweiler war es unverzichtbar beim österlichen Ausspielen der Osterkränze.

## Spielregeln
Gespielt wird mit einem regulären Skatblatt mit 32 Spielkarten; optimale Spielbesetzung sind drei bis vier Spieler. Jeder Spieler spielt für sich und erhält vier Karten. Wer in der 4. Runde den letzten Stich macht, hat das Spiel gewonnen, den Verlierern werden Negativpunkte angerechnet. 
Es gibt keine Rangordnung der Farben. Die aufsteigende Reihenfolge der Karten ist wie folgt bestimmt: Bube, Dame, König, Ass, Sieben, Acht, Neun, höchste Karte ist die Zehn. Ein Spieler beginnt und legt seine erste Karte auf den Tisch. Im Uhrzeigersinn muss nun die Farbe bedient (bekannt) werden. Den Stich gewinnt, wer die höchste Karte der aufgespielten Farbe gelegt hat. Derjenige muss darauf die nächste Karte aufspielen. Ziel ist es, den letzten Stich zu gewinnen. Kann eine Farbe nicht bedient werden, muss eine Fehlfarbe abgeworfen werden. 
Beginnt ein Spiel, beträgt der Spieleinsatz automatisch einen Punkt. Während des Spielverlaufs kann der Spieleinsatz von jedem beliebigen Spieler zu jedem Zeitpunkt erhöht werden. Diese Aktion nennt man klopfen, tuppen oder Einen länger!. Mit einem Klopfen auf den Tisch kann er den Mitspielern signalisieren, dass er den Spieleinsatz erhöhen möchte. Reihum müssen die Spieler nun den neuen Spieleinsatz bestätigen oder aus dem Spiel aussteigen. Der Kartenstich wird erst weitergeführt, wenn alle Spieler mitgegangen sind bzw. gepasst haben. Eine weitere Spielerhöhung kann erfolgen, diese muss jedoch von einem anderen ausgesprochen werden. Kein Spieler darf zweimal hintereinander den Spieleinsatz erhöhen. 

### Punkte
Bei der Spielvariante Schröömen beginnen die Spieler mit fünf bzw. sieben Punkten, und die Verlierer verlieren während des Spiels die eingesetzten Punkte, während der Gewinner auf seinem Punktestand bleibt. Hat ein Spieler alle Punkte verloren, ist das Spiel beendet. Zum Festhalten der Punkte jedes Spielers kann ein Spielwürfel zum Einsatz kommen, der anfangs Eins anzeigend (für sieben Punkte) in jeder Runde auf die neue niedrigere Restpunktzahl bis hinunter zur Eins gedreht wird.

### Hammer/Armut
Hat ein Spieler nur noch einen Punkt, muss er das vor der Spielaufnahme verkünden. Im Grunde tut er nichts anderes als Klopfen und signalisiert den anderen Spielern, dass er um zwei Punkte spielt. Die Spieler müssen gefragt werden, ob sie den Hammer sehen/Die Armut mitgehen. Ein Spieler, der den Hammer sieht/der die Armut mitgeht, spielt automatisch um zwei Punkte.

### Turnier
In einem Turnier spielen jeweils drei bis vier Spieler zehn Spielrunden, die jeweils mit fünf Punkten gestartet werden. Nach diesen zehn Spielrunden werden neue Tische bzw. Spielpaarungen ausgelost, und es werden erneut zehn Spielrunden gespielt. Nach drei gespielten Tischen werden alle gewonnenen Punkte der teilnehmenden Spieler addiert, die sie während des Turniers gesammelt haben. Der Spieler mit der höchsten Punktzahl hat gewonnen.

## Siwwe Strööm, Sibbeschröm, Tuppen
Bei der Eifeler – Siwwe Strööm im moselfränkischen Süden, Sibbeschröm im ripuarischen Norden – und niederrheinischen Version – Tuppen – des Spiels werden die Punkte vorwärts gezählt, das heißt, jeder Spieler beginnt mit null Punkten und scheidet beim Erreichen von sieben Punkten aus. Erreicht ein Spieler sechs Punkte, ist automatisch „geklopft“ (der Spieler steht "Hammer"), das heißt, wer die Runde mitspielt, spielt um zwei Punkte. Möchte man auf Grund des erhöhten Einsatzes die Runde nicht mitspielen, kann man seine Hand vor Beginn der Runde gegen einen Punkt ablegen.
Zu Beginn einer Runde ist es dem Spieler erlaubt, seine gesamte Hand gegen eine neue einzutauschen, wenn sie nur Bilder (Bube, Dame, König, Ass) enthält. Dies wird verdeckt getan, so dass man auch eine Hand tauschen kann, die nicht nur Bilder enthält. Der Tausch muss offen angekündigt werden. Besteht der Verdacht, dass die getauschte Hand nicht nur Bilder enthielt, kann sie von jedem aufgedeckt werden. Enthält die Hand nur Bilder, so scheidet der aufdeckende Spieler aus der Runde aus und erhält zwei Punkte. War der Verdacht jedoch richtig, und die Hand enthielt nicht nur Bilder, so scheidet der tauschende Spieler mit zwei Punkten aus der Runde aus.
Im Neunkirchen-Seelscheid im  bergischen Rhein-Sieg-Kreis heißt das Spiel  "Sebbe Schröhm" = sieben Striche. Die Basis für die sebben Schröhm, die jeder Spieler zu Beginn des Spieles hatte, ist eine römische XII. Die XII schreibt ein jeder Spieler mit Kreide auf den weißgescheuerten Tisch oder auf ein Schiefertäfelchen. Die sebben (7) Schröhm ergeben sich wie folgt: Beim 1. Verlustpunkt streicht man in der Mitte durch das X. Vom X bleiben 4 Striche übrig, insgesamt sind noch 6 Schröhm übrig, die bei weiteren Verlustpunkten ausgewischt werden.
Zu Beginn einer Runde ist es den Spielern erlaubt, wenn sie nur Bilder (Bube, Dame, König, Ass) haben, diese Karten gegen vier neue einzutauschen. 
Erhöhen auf 2 und auf 3: Der Spieler, der  "den Op/Auf"" ist, kann  auf 2 erhöhen. Die Mitspieler können im Uhrzeigersinn aussteigen oder mitgehen. Wer aussteigt verliert einen Schrohm. Wer mitgeht, kann gewinnen und dabei dem "Erhöher" einen auswischen, geht aber dabei das Risiko ein, dass er 2 Schröhm verliert. Außer dem "Erhöher" können die Spieler, die auf 2 mitgegangen sind,  auf 3 erhöhen. Wenn alle Mitspieler weggehen, ist der "Erhöher"  nicht verpflichtet die Karten aufzudecken. Das Erhöhen und Mitgehen ist das pokerartige Element des Spieles. 
Wer noch einen Strich hat, sitzt auf dem Hammer.  Wenn der erste Spieler auf dem Hammer sitzt, sind die nächsten Spiele automatisch auf 2 erhöht. 
Wer im Laufe des Spiels alle Striche verloren hat, bleibt trotzdem im Spiel und schreibt für jeden weiteren Verlustpunkt eine "Knolle" an "O", für die er nach dem Spiel die vereinbarte Summe pro Knolle an den Sieger zahlen muss. Wenn der letzte Spieler auf dem Hammer  sitzt, wird der Gesamtsieger im nächsten und letzten Spiel ermittelt. Beim Sieger erlöschen alle Knollen und er kassiert die Knollen der Mitspieler ein.
Memo
Das Spiel heißt in Neunkirchen-Seelscheid auch „Pour Vous“ sprich: puhr vuhs, übersetzt "für Euch". Dieser Begriff lässt vermuten, dass das Kartenspiel von französischen Soldaten während der Besatzung des Rheinlandes von 1794 bis 1813 im Rheinland verbreitet wurde. In Düsseldorf heißt das Spiel Tuppen, weil man durch auf den Tisch klopfen, tuppen auf 2 und 3 erhöht.

## Spielvarianten

### Blindes Klopfen
Nach Absprache kann ein so genanntes blindes Klopfen eingeführt werden. Dies bedeutet, dass ein Spieler sich nicht vor der Spielaufnahme seine Karten ansieht und den Spieleinsatz blind erhöht. Die Mitspieler haben nun die Möglichkeit, blind mitzugehen, was bedeutet, sie spielen, ohne die Karten gesehen zu haben, um zwei Punkte. Der Spieler hat auch die Möglichkeit, sich sein Blatt anzusehen, um zu prüfen, ob eine Spielteilnahme sinnvoll ist. Entscheidet er sich für diese Option, so kann er gesehen mitgehen. Dabei spielt dieser Spieler um drei statt um zwei Punkte. Jeder Spieler verliert nur so viele Punkte, wie er eingesetzt hat. Steigt er vorzeitig aus dem Spiel aus, verliert er auch nur so viele Punkte, wie zum Zeitpunkt des Ausscheidens eingesetzt waren.

### 2 für 3
Hat ein Spieler 5 Punkte erreicht, kann er seinen Mitspielern, vor Aufspielen der ersten Karte, 2 für 3 klopfen, bei 4 Punkten 3 für 4, bei 3 Punkten 4 für 5 usw. Die Spieler, die mitgehen und verlieren, bekommen so viele Strafpunkte, wie sie mitgegangen sind. Ein weiteres Erhöhen durch andere Mitspieler ist auch weiterhin möglich.